# Csókolj meg, édes!
A Csókolj meg, édes! 1932-ben bemutatott magyar fekete-fehér némafilm Gaál Béla rendezésében.

## Történet
|  | Alább a cselekmény részletei következnek! |

A filmrendező három forgatókönyvíróval filmekről beszélget és közben nézői leveleket olvasnak, melyekből kikerekedik a három epizód.
- Tik tak! – Szobi, az öreg kocsmáros feleségül szeretné venni fiatal szolgálólányát, Pengő Julist, de a lány Keszeg Andrásba szerelmes. Keszeg viszont fogadást köt Szobival, hogyha Szobi 5 percen át képes tik-takkolni, akkor elveheti Julist. Szobi megállíthatatlanul tik-takkolni kezd, de közben észreveszi, hogy a fiatalok között erős vonzalom alakul ki, ezért lemond a leányról, és elfogadja a vele egyidős szomszédasszony közeledését.
- A regiment szégyene – A kardos házaspár el akarja bocsátani lusta cselédjét, de megfenyegeti őket a leányzó vőlegénye. A család ismerőse, Simek úr némi anyagi ellenszolgáltatás fejében őrmesteri uniformist ölt és kidobja a házból a hasznavehetetlen cselédet és a bakát.
- Galambduc – A gazdag fűszeresnének több havi lakbérrel adós a szobájában lakó muzsikus és medikus. A fűszeresné leánya, Terike szerelemre lobban a muzsikus fiú után, és az üzletből elcsent élelmiszerekkel segít a szegény fiúkon. Éppen eszegetnek a szobájukban, mikor betoppan a végrehajtó. Lelakatolja a szekrényt, amiben Terike elrejtőzött. A kétségbeesett anya könyörgésére a medikus szabadítja ki a lányt, de csak azzal a feltétellel, ha hozzáadja őt a barátjához, Janikához.

## Szereplők
- Rökk Marika – Terike
- Gaál Béla – rendező
- Harsányi Zsolt – filmíró
- Vadnay László – filmíró
- Emőd Tamás – filmíró
- Rózsahegyi Kálmán – Szobi, a kocsmáros
- Somogyi Erzsi – Pengő Julis
- Páger Antal – Keszeg András
- Gózon Gyula – jegyző
- Simon Marcsa – szomszédasszony
- Heltai Andor – cigányprímás
- Sárosy Andor – baka
- Vaszary Piri – cselédlány
- Dajbukát Ilona – az anyja
- Ráday Imre – Jani, a zeneakadémiai növendék
- Gyergyai István – Pali, a medikus
- Mály Gerő – végrehajtó
- Vándory Gusztáv – boltossegéd